# Sémeries
Sémeries település Franciaországban, Nord megyében. Lakosainak száma 527 fő (2022. január 1.). Sémeries Felleries, Avesnelles, Étrœungt, Flaumont-Waudrechies, Rainsars, Ramousies és Sains-du-Nord községekkel határos.

## Népesség
A település népessége az elmúlt években az alábbi módon változott:
| Lakosok száma | 546  | 546  | 552  | 546  | 544  | 544  | 538  | 533  | 527  |
|               | 2013 | 2015 | 2016 | 2017 | 2018 | 2019 | 2020 | 2021 | 2022 |